# Soňa Mihoková
Soňa Mihoková, née le 11 novembre 1971 à Liptovský Mikuláš, est une biathlète slovaque. 

## Biographie
Soňa Mihoková effectue sa première saison au niveau international en 1993-1994 et prend part aux Jeux olympiques de Lillehammer, où elle est douzième du sprint. La saison suivante, elle obtient plusieurs quatrièmes places dans des courses individuelles, dont une au sprint des Championnats du monde à Antholz et  finit 14e du général, son meilleur classement en Coupe du monde.
Elle compte deux podiums à son actif tous obtenus durant la saison 1995-1996, avec une troisième place sur l'individuel d'Holmenkollen et une victoire sur le sprint d'Hochfilzen. 
Elle obtient la quatrième place du sprint et du relais aux Jeux olympiques 1998. 
En 2000, elle est championne d'Europe de relais et en 2006, elle remporte une deuxième médaille aux Championnats d'Europe, en bronze sur l'individuel.
Elle prend sa retraite sportive en 2007.

## Palmarès

### Jeux olympiques
| Épreuve / Édition                   | Individuel | Sprint | Poursuite                        | Départ en masse                  | Relais |
| Jeux olympiques 1994 Lillehammer    | 40e        | 12e    | Épreuve inexistante à cette date | Épreuve inexistante à cette date | -      |
| Jeux olympiques 1998 Nagano         | 26e        | 4e     | Épreuve inexistante à cette date | Épreuve inexistante à cette date | 4e     |
| Jeux olympiques 2002 Salt Lake City | 14e        | 21e    | 21e                              | Épreuve inexistante à cette date | 5e     |
| Jeux olympiques 2006 Turin          | 47e        | 27e    | LAP                              | -                                | 10e    |

Légende :
- LAP : a pris un tour de retard.

### Coupe du monde
- Meilleur classement général : 14e en 1995.
- 2 podiums individuels : 1 victoire et 1 troisième place.
- 1 podium en relais : 1 troisième place.

#### Détail des victoires
| Saison / Épreuve | Individuel | Sprint     | Poursuite | Mass start | Total |
| 1995-1996        |            | Hochfilzen |           |            | 1     |
| Total            | 0          | 1          | 0         | 0          | 1     |

#### Classements annuels
| Année | Classement général final |
| 1994  | 56e                      |
| 1995  | 14e                      |
| 1996  | 19e                      |
| 1997  | 19e                      |
| 1998  | 246e                     |
| 1999  | 51e                      |
| 2000  | 46e                      |
| 2001  | 50e                      |
| 2002  | 37e                      |
| 2003  | 28e                      |
| 2004  | 34e                      |
| 2005  | 32e                      |
| 2006  | 56e                      |
| 2007  | nc                       |

### Championnats d'Europe
- Médaille d'or du relais en 2000.
- Médaille de bronze de l'individuel en 2006.

### Championnats du monde de biathlon d'été
- Médaille de bronze du relais en 2004.